# Слободка (Оренбургская область)
Слободка  — посёлок в Сорочинском городском округе Оренбургской области России. Место компактного проживания казахов.

## География
Находится в западной части региона, в пределах возвышенности Общий Сырт, в степной зоне на реке Красная.

## История
Был образован в 1939 году.. В 1966 г. Указом Президиума ВС РСФСР посёлок отделения № 1 совхоза «Родина» переименован в Слободка.
До 1 июня 2015 года посёлок входил в Родинский сельсовет Сорочинского района. После упразднения обоих муниципальных образований посёлок в составе Сорочинского городского округа.

## Население
| 2010 |
| ---- |
| 117  |

### Национальный состав
Согласно результатам переписи 2002 года, в национальной структуре населения казахи составляли 86 % из 205 человек.

## Инфраструктура
Есть клуб, магазин (РайПО).

## Транспорт
Подходит автодорога регионального значения 53Н-3013000 «Рощино — Слободка».